# Campeonato Europeo de Tiro con Arco al Aire Libre de 1992
El XII Campeonato Europeo de Tiro con Arco al Aire Libre se celebró en La Valeta (Malta) entre el 22 y el 27 de junio de 1992 bajo la organización de la Unión Europea de Tiro con Arco (WAE) y la Federación Maltense de Tiro con Arco.

## Resultados

### Masculino
| Evento                  | Oro                                                    | Plata                                               | Bronce                                               |
| ----------------------- | ------------------------------------------------------ | --------------------------------------------------- | ---------------------------------------------------- |
| Arco recurvo individual | Sébastien Flute Francia                                | Stanislav Zabrodsky CEI                             | Jari Lipponen · Finlandia                            |
| Arco recurvo por equipo | Dmitri Sizov Stanislav Zabrodsky Vladimir Yesheyev CEI | Sébastien Flute Bruno Felipe Michaël Taupin Francia | Ole Nielsen Jan Rytter Henrik Kromann Toft Dinamarca |

### Femenino
| Evento                  | Oro                                                                  | Plata                                                        | Bronce                                               |
| ----------------------- | -------------------------------------------------------------------- | ------------------------------------------------------------ | ---------------------------------------------------- |
| Arco recurvo individual | Jatuna Kvrivishvili CEI                                              | Alison Williamson Reino Unido                                | Joanna Nowicka · Polonia                             |
| Arco recurvo por equipo | Jatuna Kvrivishvili Liudmila Arzhannikova Nadezhda Badmazirenova CEI | Lise-Lotte Djerf · Kristina Persson · Jenny Sjöwall · Suecia | Tímea Kiss · Judit Kovács · Marina Szendey · Hungría |

## Medallero
| Núm. | País        | Oro | Plata | Bronce | Total |
| ---- | ----------- | --- | ----- | ------ | ----- |
| 1    | CEI         | 3   | 1     | 0      | 4     |
| 2    | Francia     | 1   | 1     | 0      | 2     |
| 3    | Reino Unido | 0   | 1     | 0      | 1     |
| 3    | Suecia      | 0   | 1     | 0      | 1     |
| 5    | Dinamarca   | 0   | 0     | 1      | 1     |
| 5    | Finlandia   | 0   | 0     | 1      | 1     |
| 5    | Hungría     | 0   | 0     | 1      | 1     |
| 5    | Polonia     | 0   | 0     | 1      | 1     |
|      | TOTAL       | 4   | 4     | 4      | 12    |